# Robert Veselovsky
Robert Veselovsky (født 2. september 1985) er en slovakisk fodboldspiller, som til dagligt er målmand, der spiller i den tjekkiske klub Mladá Boleslav.

## Klubber

### Viborg FF
Han kom til Viborg FF første gang den 1. februar 2008, da klubben lejede ham i svenske Östers til de sidste kampe i Superligaen 2007-08, hvor han skulle være back-up for John Alvbåge og Kristian Kirk. Han nåede 8 kampe inden han tog til norske FK Haugesund som lejesvend i efteråret 2008.
Den 26. januar 2009 vendte Robert så tilbage til Viborg FF igen, og underskrev en kontrakt der var gældende til 31. december 2011. Efter salget af John Alvbåge og Anders Rasmussen, skulle klubben have en kollega til Kristian Kirk. Efter 3 år som førstevalg på målmandsposten, valgte Veselovsky ved udgangen af 2011 at forlade Viborg FF ved kontraktudløb. Veselovsky opnåede at blive kåret til årets spiller i Viborg FF i både 2010 og 2011.

### AC Horsens
Veselovsky og den danske superligaklub AC Horsens offentliggjorde 18. november 2011 at parterne havde indgået en kontrakt gældende fra 1. januar 2012 til og med 30. juni 2014. Kontrakten med klubben blev dog ophævet allerede den 30. juni 2013, da Vesolovsky ikke havde fået fast spilletid på grund af Frederik Rønnows gennembrud.

## Galleri
- Veselovsky i maj 2011
- Veselovsky i august 2011